# Чарльз Стівенсон
Чарльз Стівенсон (англ. Charles Stevenson; 13 жовтня 1887 — 4 липня 1943) — американський кіноактор німого кіно. З'явився в 136 фільмах між 1914 і 1925 роками. Народився в Сакраменто, Каліфорнія, помер в Пало-Альто, штат Каліфорнія.

## Вибрана фільмографія
- 1916 — Зруйнований сон Люка / Luke's Shattered Sleep
- 1916 — Люк і кристал / Luke, Crystal Gazer
- 1917 — Всі на борт / All Aboard
- 1917 — Йдіть далі / Move On
- 1917 — Щипнуто / Pinched
- 1918 — Два пістолета Гасі / Two-Gun Gussie — Кашлюк Чарлі, шериф
- 1918 — Десь у Туреччині / Somewhere in Turkey
- 1918 — Міський пройдисвіт / The City Slicker
- 1919 — Будьте моєю дружиною / Be My Wife
- 1919 — Діти капітана Кідда / Captain Kidd's Kids — слуга
- 1919 — Натикаючись на Бродвей / Bumping Into Broadway
- 1919 — Сусіди
- 1921 — Природжений моряк / A Sailor-Made Man — офіцер
- 1921 — Зараз або ніколи / Now or Never
- 1922 — Бабусин внучок / Grandma's Boy
- 1922 — Лікар Джек / Dr. Jack — охоронець притулку